# Ciudad Bendita
Ciudad Bendita es una exitosa telenovela venezolana realizada y transmitida por la cadena Venevisión en 2006 y distribuida internacionalmente por Venevisión International. Original del escritor Leonardo Padrón.
Protagonizada por Marisa Román y Roque Valero, con las participaciones antagónicas de Juan Carlos García, Antonio Delli, Jessika Grau, Paula Woyzechowsky y Josemith Bermúdez. Cuenta además con las actuaciones estelares de Alba Roversi, Caridad Canelón, Nohely Arteaga, Yanis Chimaras, Beatriz Valdés, Gledys Ibarra, Henry Soto, Carlos Cruz y Carlos Montilla.
Se estrenó el 25 de julio de 2006 en el horario de las 21hs, el final empezó el 24 de abril, y finalizó el 25 de abril de 2007, ya que esta tenía un duración de 2 horas, pero tuvo que ser dividida. Tiene el récord como la telenovela con el índice de audiencia más alto en su etapa final. Es la telenovela que más competencia ha tenido, enfrentándose a 5 producciones del canal rival RCTV.

## Sinopsis
Ciudad Bendita es una historia de amor que transcurre en el fragor de un gran mercado popular, una historia de amor entre dos buhoneros, dos perdedores, dos personas del montón, tan anónimas como cualquier otra.
Ella, Bendita Sánchez, tiene un detalle que empaña su belleza: es coja. Él, Juan Lobo, a su vez, es un antigalán de nacimiento, un hombre cuya única virtud pareciera ser la música. Pero el único obstáculo entre el amor de Juan y Bendita es ella misma.
Sucede que Bendita Sánchez ama a otro: Júnior Mercado, un metrosexual de extrema galanura que seduce a cuanta mujer desee. Y aunque Juan Lobo hace cien canciones y quinientos malabares para conquistarla, ella solamente lo acepta como el mejor amigo que jamás haya conocido. Esta es, por lo tanto, la historia de un amor terco y en desventaja. Un amor con cara de gol en contra.
Ciudad Bendita es el gran homenaje a los amores no correspondidos. También es la historia de un país, una gente, una comunidad entera que vive de la buhonería, de un puñado de sobrevivientes que sueñan con aprenderse la clave de la felicidad en las calles turbias de una ciudad latinoamericana.

## Elenco
- Marisa Román - Bendita Sánchez
- Roque Valero - Juan Lobo
- Juan Carlos García - Yunior Mercado
- Alba Roversi - María Gabriela "Maga"
- Gledys Ibarra - Mercedes Zuleta "La Diabla"
- Nohely Arteaga - Magaly Mercado "Doble M"
- Yanis Chimaras - Guaicaipuro "Puro" Mercado
- Beatriz Valdés - Trina de Palacios
- Caridad Canelón - Peregrina de Lobo
- Henry Soto - Enrique "Kike" Palacios
- Carlos Cruz - Baldomero Sánchez
- Carlos Montilla - Darwin Manuel
- Haydée Balza - Yajaira
- Carlota Sosa - Julia Barrios
- Lourdes Valera - Francisca "Ñinguita" / "Burusa"
- Luis Gerónimo Abreu -  Jorge Venturini "El Grillo"
- Milena Santander León - Prudencia Barrios
- Guillermo Dávila - Macario
- Denisse Novell - Frida
- Manuel Salazar - Rotundo Quiñones
- Daniela Bascope - Fedora Palacios
- Elaiza Gil - Mi Alma
- Ana María Simón - Mediatica
- Andreina Yépez - Zulay Montiel "Barranco"
- Alejandro Corona - Etcetera
- Jessika Grau - Marugenia Torrealba "Maru"
- Iván Romero - Kenny G
- María Cristina Lozada - Consuelo
- Carlos Villamizar - Robinson Sánchez
- Freddy Galavís - Ismael Lobo
- Mirtha Borges - Bertha / Jacinta
- Pedro Durán - Cafecito
- Humberto García - Fausto
- Jean Paul Leroux - Jerry Colón
- Anastasia Mazzone - Kimberly Mercado
- Laureano Olivares - Julio Augusto Sánchez "Cachete"
- Susej Vera - Valentina
- Josemith Bermúdez - Tiki
- Antonio Delli - Gonzalo Venturini
- Erika Pacheco - Vera
- Adriana Romero - Yamile
- Paula Woyzechowsky - Rosita
- Simón Rojas - Cheo
- Deive Garcés - Ricardo
- Miguel David Díaz -  Italiano
- Andreína Peralta -Recepcionista de la disquera
- José Luis Zuleta - Padre de Ciudad Bendita
- Irán Lovera - Amelis
- Samuel Rojas - Amigo de Cheo
- Daybelis Fuentes - Amiga de Yunior
- Rolando Padilla - Director del casting
- María Antonieta Ardilla - Madre de Frida
- Flor Elena González - La Bruja
- Eva Blanco - Greta
- Tania Sarabia - Recepcionista
- Luis Pérez Pons - Abogado
- Rodolfo Drago - Doctor Graciani
- Yordano - El mismo
- Frank Quintero - El mismo
- Erika de la Vega - Ella Misma
- Luis Chataing - El Mismo
- Viviana Gibelli - Ella Misma
- Daniel Sarcos - El mismo
- Chiquinquirá Delgado - Ella Misma
- Mariangel Ruiz - Ella Misma
- Osman Aray - Marco Tulio
- Danayzet Faure - Rosalba
- Robert Palacios - Niño de la calle
- Jean Carlos López Yánez - Chencho
- Desideria D'Caro -

## Curiosidades
- Debutó el 25 de julio de 2006 con 50,5% de cuota de audiencia, 11,2 puntos de índice de audiencia.[5]
- El capítulo final de esta telenovela tuvo un índice de audiencia histórico con un promedio de 20,3 puntos de índice de audiencia y 65,5% de porcentaje de audiencia[6] durante su hora de transmisión (21:00 a 22:00), el pico más alto fue de 21,3 puntos de índice. Su competencia RCTV a esa misma hora emitió la telenovela Camaleona que solo promedio 3,8 puntos de índice y 12,3% de cuota de pantalla. Con este índice y cuota se convirtió en uno de los finales de telenovelas más visto de la televisión venezolana.
- El día anterior, antes de que fuese emitido el final de la telenovela, fue asesinado el actor Yanis Chimaras,[7][8] siendo esta su última actuación en telenovelas.[9]

## Cronología
| Predecesor: Los Querendones | Telenovela Estelar de Venevisión 9pm 25 de julio de 2006 - 24 de abril de 2007 | Sucesor: Voltea pa' que te enamores |

- Datos: Q5124139